# Szalánc vára
Szalánc (szlovákul: Hrad Slanec) várának romjai a Szalánci-hegységben magaslanak a Nagyszalánc határában. Az észak-déli irányú Szalánci-hegység vonulata egyhelyütt megszakad; ebben a természetes átjáróban épült Nagyszalánc; az átjáró közepén emelkedik a meredek oldalú Szalánci várhegy. A vulkáni kúp 170 méterrel emelkedik a falu fölé.

## Története
Őse az a kisebb erősség volt, amelyet először egy 1230-ban kelt oklevél említ, mint sóraktárt védő várat (Castrum Salis). Ezt az Aba nembéli Csama fia Péter építtette. Pétert tekintjük a nemzetség egyik ágaként számon tartott Szalánci család ősének.
1270-ben IV. László a „Zelench” néven említett várat egy bizonyos Reinhold mesternek adományozta, tőle nem sokkal később Aba Finta nádor szerezte meg. 1281-ben Finta fellázadt királya ellen, hadait azonban Kun László szétverte, várait elfoglalta. Szaláncot erővel vette be: ez volt a vár első ostroma. A heves harcban — „kőütésektől” — súlyosan megsérült Pércsy Dénes és Kinizsy Günther, félholtan vitték el a csata teréről Héderváry Péter bánt, Bánai Miklós galgóci főispán arcán sebesült meg. (László király 1281. augusztus 9-én kelt adományozó oklevelében „Zalanch” néven szerepel.)
A várat és a hozzátartozó uradalmat 1299-ben visszakapta a Szalánci család.
Az Árpád-ház kihalása után, az ország kiskirályságokra tagolódása idején a családfő Szalánczi Péter Csák Máté hűségére állt. A Csák Máté által Aba Amadé fiainak megsegítésére küldött segélyhaddal csatlakozott Kassa ostromlóihoz, majd részt vett a vesztes rozgonyi csatában. 1330-ban Károly Róbert hatalmi szóval rákényszerítette, hogy a várat és uradalmát cserélje el Drugeth I. Vilmossal annak jóval értéktelenebb, Sáros megyei birtokaira. Vilmos 1342-ben meghalt, és a várbirtokot öccse, Drugeth I. Miklós örökölte. A Drugethek építették az öregtornyot.
1379-ben Drugeth I. Miklós dédunokája, Drugeth Anna, Telegdy László felesége volt a tulajdonos. 1390-ben az akkori tulajdonos Telegdy Anna (Drugeth Anna unokája) Losonci László horvát bánhoz ment feleségül.
A 15. század elején László bán fiai: Dénes és Zsigmond birtoka volt. Ebből a korból több panaszos okirat maradt fenn a leleszi káptalani levéltárban:
- 1414-ben a vár urai fogságba vetették Olnodi Czudar Benedek bizonyos Simon és Jakab nevű jobbágyait;
- 1424-ben Losonczy Dénes szalánci porkolábjai tiltakoztak, amiért Ujfalusi Miklós, Ujfalusi László és Ujfalusi Jakab a birtokhatár Szalánc felőli oldalán is vágattak fát.

1440-ben a vár az I. Ulászló hívének számító (Losonczy) Losonci János birtoka volt, ám az Utószülött Lászlót támogató Giskra cseh zsoldosvezér elfoglalta; az ostromban a vár súlyosan megrongálódott. A következő évtizedekből nincs róla adat.
1490 körül Losonczy László királyi kincstárnok fogott a vár újjáépítéséhez. 1493-ban II. Ulászló Losonczy Lászlót erdélyi vajdává nevezte ki. A felújítás László fia Losonczy Zsigmond idejében már biztosan befejeződött. 1520-ban a várnak két várnagya volt: dollyáni Cseri János és András (Chery).
Az 1552-ben a Temesvár kapitányává kinevezett Losonczy István Szalánc várában börtönözte be Báthory Klárát, amiért az szeretőjével megölette férjét, a beteg Losonczy Antalt. Báthory Klára börtönéből csak azután szabadult, hogy Losonczy István 1552. július 27-én Temesvárnál hősi halált halt. Ekkor a szepesi káptalan előtt nyilatkozatot állított ki arról, hogy fogságban tartásáért sem az elesett hős özvegyét (Pekry Annát), sem leányait perbe nem fogja.
Losonczy István Anna lánya másodjára Ungnád Kristófhoz ment nőül, és a hozomány része volt Szalánc is. Ungnád 1586-ban meghalt, Anna harmadik férje pedig 1589-ben Forgách Zsigmond lett.
Miután 1601-ben Losonci Anna 1601-ben meghalt, Rudolf király Szaláncot formálisan is Forgách Zsigmondnak adta — így került a vár a Forgách család birtokába, és ők 1944-ig bírták. 1605-ben Bocskai István csapataielfoglalták Kassát, ezután Szalánc helyőrsége megadta magát a fejedelemnek. A vár csak 1607 után került vissza Forgách Zsigmond birtokába. Forgách 1606-ban országbíró, 1618-ban nádor lett. Özvegye, Thurzó Zsuzsanna 1625-ben Szaláncz várát több más birtokkal együtt Bethlen Gábor erdélyi fejedelemnek zálogosította el.
1644-ben I. Rákóczi György felvidéki hadjáratán Szaláncot is elfoglalta. Forgách Ádám III. Ferdinánd királyhoz írt leveléből tudjuik, hogy Rákóczi csapatai kifosztották és felgyújtották a várat. A károkat a tulajdonosok hamarosan kijavították.
1678-ban — Parchits Kristóf egykorú író feljegyzése szerint — Thököly Imre foglalta el. 1679-ben Leslie Jakab császári tábornok közeledtére őrsége a várat felgyújtotta és elhagyta, ezután Leslie a császár parancsa leromboltatta, miként Torna várát is. Egy 1682-es összeírásban már lerombolt erősségként szerepel. 1697-ben egy szétvert kuruc csapat Füzér és Szalánc falai közé menekült, és onnan portyázva fosztogatta a környéket. A megyei csapatok elzavarták őket.
1815-ben  gróf Forgách József kijavíttatta az öregtornyot (donjon) és 1944-ig abban őrizték a család értékeit. A falakat nem állíttattá helyre, a torony pedig a második világháborúban újra megsérült.
2010-ben lett a várrom tulajdonosa Nagyszalánc önkormányzata. A romok konzerválását 2012-ben, a Mentsük Meg Szalánc Várát Polgári Társulással közösen kezdték meg:
- kijavították a felvezető utat,
- elvégeztették a vár statikai és geodéziai bemérését,
- hozzáfogtak a romok építészeti-történelmi kutatásához.

2013-ban:
- az építőanyag szállításához ipari felvonót építettek,
- elkezdték a falak megerősítését, a leomlott kavernák, valamint a toronykorona részeinek pótlását (a torony befedését 2014-re tervezték),
- elkezdték a régészeti feltárás első szakaszát.

2018 körül a várban kisebb javításokat végeztek, de folyamatosan látogatható maradt.

## Jelenlegi állapota
A főkapuhoz vezető út elejét fasor szegélyezi, majd a vár tövében a 19. századi várpark maradványán halad át. A botanikai szempontból is érdekes parkot kulturális-ismeretterjesztő célokra is hasznosítják.
A vár látképének meghatározó eleme az öregtorony. Részben megmaradt
- az északnyugati Nebojsa torony,
- az egykori palota délkeleti falának egy magas darabja,
- a várfal egy darabja (ugyancsak délkeleten).

## Turisztikai kapcsolatrendszere
Szaláncot a füzéri várral tanösvény köti össze.
Itt halad el még:
- az Erzsébet kerékpárút,
- a „Rákóczi nyomában” túraút,
- az országhatárt a Nagy-Milic lankáin átszelő kerékpárút és
- a gótikus út.

A faluban információs látogatóközpontot és a helytörténeti múzeumot rendeztek be; utóbbiban állandó és időszakos kiállítások mutatják be a természeti, kulturális és történelmi örökséget.

## Látogatása
Nagyszalánc (Slanec) kb. 20 km-re van Kassától délkeletre. A várhegy lábánál, a Forgáčova utcában álló patika előtt van a parkoló, ahonnan 15–30 perc alatt sétálhatunk fel a várhoz végig az utcán, majd a piros L jelzést követve.